# Степаненко, Иван Ефимович
Иван Ефимович Степаненко (1913 — 1976) — передовик советского сельского хозяйства, комбайнер Усть-Лабинской МТС, Герой Социалистического Труда (1951).

## Биография
Родился в 1913 году в селе Родыки ныне Красногвардейского района Ставропольского края в семье русского крестьянина. Участник Великой Отечественной войны.
После окончания войны стал работать в Усть-Лабинской машинно-тракторной станции, комбайнёром-механизатором. В 1950 году на комбайне «Сталинец-6» намолотил 7932,3 центнера зерновых и 1683,7 центнера масличных культур.
За достижение высоких показателей на уборке и обмолоте зерновых и масличных культур в 1950 году, Указом Президиума Верховного Совета СССР от 27 февраля 1951 года Ивану Ефимовичу Степаненко было присвоено звание Героя Социалистического Труда с вручением ордена Ленина и золотой медали «Серп и Молот».
В дальнейшем продолжал трудовую деятельность. После расформирования Усть-Лабинской МТС стал работать в колхозе «Кубань». С 1968 года — персональный пенсионер всесоюзного значения..
Проживал в Усть-Лабинске. Умер в 1976 году.

## Награды
За трудовые успехи удостоен:
- золотая звезда «Серп и Молот» (27.02.1951),
- два ордена Ленина (27.02.1951, 27.06.1952),
- две медали «За трудовую доблесть» (02.06.1950, 06.08.1954),
- Медаль «В ознаменование 100-летия со дня рождения Владимира Ильича Ленина»
- Медаль «За победу над Германией в Великой Отечественной войне 1941—1945 гг.»
- Медаль  «Двадцать лет Победы в Великой Отечественной войне 1941—1945 гг.»
- Знак «25 лет победы в Великой Отечественной войне»
- Медаль «Тридцать лет Победы в Великой Отечественной войне 1941—1945 гг.»
- Медаль «Ветеран труда»
- Юбилейная медаль «50 лет Вооружённых Сил СССР»
- Медали ВДНХ
- другие медали.